# Дхармадхату
Дхармадхату (санскр. धर्मधात , кит. 法界 пиньинь Fǎ Jiè, тиб. chos-kyi-dbyings) — букв. «миры (сферы) дхарм», пространство всех явлений.
Дхармадхату стал базовым понятием для ряда направлений китайского буддизма. В раннем буддизме под ним понимался один из видов «объективного» — дхармы в качестве объекта восприятия «ума», или «рассудка».
В махаяне термин Фа Цзе приобрел более широкое значение:
1. совокупность дхарм во всех «мирах» буддийской космологии;
2. космическое тело Будды («тело Закона», фа шэнь) — истинная сущность и субстрат всего универсума.

Обе эти интерпретации сводились к одной в махаянской доктрине тождества сансары (лунъхуэй), то есть феноменального мира и истинносущего — нирваны (непань): все дхармы феноменального мира рассматривались в качестве акцидентальных проявлений нирваны или универсального «тела Будды». Это значение Фа Цзе стало основным для школ китайского буддизма.
В учении школы Тяньтай под «мирами дхарм» понимаются десять уровней (состояний) живых существ: шесть миров сансары — ад (диюй), мир «голодных духов» (э гуй), животных, человека, воинственных демонов-асуров (асюло), богов-дева (тянь жэнь), и четыре мира просветленных существ — последователей хинаяны (шраваков, шэн вэнь), «будд для себя» (пратьекабудды, юань цзюэ фо), бодхисаттв, будд. Мир будд, будучи единственной окончательной реальностью, объемлет остальные миры; в свою очередь, все они (включая ад) потенциально содержат в себе мир будд, который и является «миром дхарм» в узком смысле.
В учении школы Хуаянь интерпретация термина Фа Цзе основана на образе из «Гандавьюха сутры» (кит. «Ло мо цзин» — «Сутра о схватывании сетью [Индры]»), где «мир будд» уподоблен сети из драгоценных каменьев, каждый из которых отражает в себе все прочие и, в свою очередь, отражается в них. Данный образ интерпретируется Хуаянь как «мир дхарм», в котором не только феноменальный мир является проявлением истинносущего, но вообще отсутствует какая-либо граница между ними. Оба мира полностью присутствуют друг в друге, причем каждый их элемент содержит в себе целое, образуя таким образом универсальное «тело Будды», объединяющее все сущее в «едином сознании» (и синь). Данное учение известно как доктрина «беспрепятственного [взаимопроникновения] принципов и вещей/дел» (ли ши у ай). Хуаяньское учение о Фа Цзе оказало значительное влияние на философию неоконфуцианства.